# Tibor Bálint
Tibor Bálint (n. 12 iunie 1932, Cluj, România – d. 28 ianuarie 2002, Cluj-Napoca, România) a fost un scriitor și traducător maghiar transilvănean.

## Biografie
A crescut într-o familie de muncitori de la periferia Clujului și a absolvit studii secundare la Colegiul Reformat din Cluj, care oferea condiții de internat, în 1953. După absolvirea studiilor, a intrat în presa de limbă maghiară, făcând parte din colectivul redacțional al publicațiilor Igazság (1953–1955), Falvak Dolgozó Népe și Ifjúmunkás (până în 1959) și lucrând apoi ca redactor la Napsugár (din 1967).
Activitatea jurnalistică a lui Tibor Bálint a fost împletită cu o bogată activitate literară. Bálint a debutat cu proză în revista Utunk. A publicat schițe și nuvele în a doua jumătate a anilor 1950, iar debutul său editorial a fost volumul de nuvele Csendes utca (Strada liniștită, 1963). A scris, de asemenea, literatură pentru copii. A alcătuit și prefațat un volum de nuvele al lui Andor Endre Gelléri (1977).
În paralel, a desfășurat o activitate de traducător, traducând din limba română în limba maghiară unele scrieri ale lui G.M. Zamfirescu, Eugen Barbu, I.L. Caragiale și Ion Minulescu.

## Activitatea literară
Proza lui Tibor Bálint a fost influențată de operele scriitorilor maghiari Gyula Krúdy, Andor Endre Gelléri, Dezső Kosztolányi și Lajos Nagy și mai ales de opera scriitorului rus Anton Cehov. Prozatorul Andor Bajor, autorul prefeței volumului său de debut, Strada liniștită (Csendes utca, 1963), considera că Tibor Bálint este capabil de „mari descoperiri și minuni uimitoare”. Eroii povestirilor sale sunt oameni simpli, pe care autorul îi prezintă cu multă înțelegere și dragoste. Povestirile sale sunt impregnate cu lirism, luând adesea forma unor parabole; în unele povestiri („Hordozható kacagások”, „Játsszatok csak szépen”, „Bölcsődal”) lirismul devine grotesc. Romanul aparent științifico-fantastic Trandafirii Sodomei (Önkéntes rózsák Sodomában, 1967) se înscrie în această direcție a prozei sale. Autorul construiește o lume abstractă plasată în viitor, dominată de tehnologia modernă, prin care urmărește să avertizeze că omenirea nu poate fi înlocuită cu roboți.
Cartea următoare, Maimuța plângăreață (Zokogó majom, 1969), este un roman autobiografic care urmărește viața unui copil pe nume Kálmán, provenit dintr-un mediu muncitoresc, de la copilăria lipsită de speranță până la începerea unei cariere de jurnalist. Autorul descrie cu exactitate evenimente istorice interne și externe pe parcursul a 30 de ani de la Conflictul de la Danzig până la moartea lui Stalin, el recreează atmosfera vremii prin inserarea unor tăieturi din ziarele contemporane, fără a rupe unitatea acțiunii prin mai multe fire. Maimuța plângăreață s-a născut din amestecul prozei realiste a secolului al XIX-lea cu proza modernă a secolului al XX-lea și este considerat de critici o operă semnificativă a prozei maghiare din România și, totodată, capodopera lui Tibor Bálint. Versiunea scenică prezentată pe scena teatrală din Cluj (Sánta angyalok utcája, în traducere „Strada îngerilor șchiopi”, 1972) sublimează valorile etice ale romanului, reprezentând realitatea într-o „invocare dramatică”.
După succesul romanului și al adaptării sale dramatice, Tibor Bálint a revenit la proza scurtă (Împărat și ucenic pălărier, 1971; Încep să mă doară călătoriile, 1973), apoi a publicat un volum de portrete ale scriitorilor și artiștilor maghiari din Transilvania (Pâine și flacăra lumânării, 1975), aflat la limita între schițe, eseuri și critică, în stilul scrierilor lui Kosztolányi. Autorul a continuat descrierea mediului din Maimuța plângăreață în romanul Pelerinaj la zidul plângerii (Zarándoklás a panaszfalhoz, 1978) prin juxtapunerea unor structuri romanești, creând o formă particulară de roman în prezentarea epică a unor „căi paralele ale vieții” începând de la mijlocul anilor 1950.

## Lucrări
- Csendes utca (Strada liniștită), nuvele, București, 1963
- Búcsú a rövidnadrágtól (Adio pantaloni scurți), roman, București, 1964
- Cérnakáplár, București, 1964
- Angyaljárás a lépcsőházban (Îngeri în scară), nuvele, București, 1966
- Önkéntes rózsák Sodomában (Trandafirii Sodomei), roman SF, București, 1967
- Zokogó majom (Maimuța plângăreață), roman, Editura Kriterion, București, 1969
- Császár és kalaposinas (Împărat și ucenic pălărier), nuvele, Editura Kriterion, București, 1971
- Nekem már fáj az utazás (Încep să mă doară călătoriile), nuvele, Editura Kriterion, București, 1973
- Robot Robi kalandjai (Năzdrăvăniile roboțelului Robi), București, 1973
- Kenyér és gyertyaláng (Pâine și flacăra lumânării), portrete, opinii, studii, Dacia, Cluj, 1975
- Kifli utca zsemle szám, schițe, București, 1978
- Zarándoklás a panaszfalhoz (Pelerinaj la zidul plângerii), roman, Editura Kriterion, București, 1978
- Látomás mise után, povestiri, 1979
- Mennyei romok (Urme cerești), nuvele, Cluj, 1979
- Mese egy őrült kakaduról (Povestea unui papagal dement), nuvele, București, 1982
- Én voltam a császár, povești, București, 1983
- Családi ház kerttel (Casa familială), nuvele, Cluj, 1986
- A háromszáz esztendős pacsirta, povestiri, București, 1986
- Nyargaló ihlet (Zborul inspirației), destăinuiri, București, 1988
- Marci kalandjai (povestiri), București, 1990
- Bábel toronyháza (Blocul de la Babel), roman, Polis, Cluj, 1996, ISBN: 9739688594
- Végtelen világbajnokság, Littera Nova, Budapesta, 1999; reeditare Pallas Akadémia, Miercurea Ciuc, 2001-
- Könyörgés kétségbeesés ellen, Neptun Impex, 2002
- Sánta angyalok utcája. Drámai invokáció két részben, Kalota, Cluj, 2004
- Zarándoklás a panaszfalhoz. Párhuzamos életutak, Kriterion, Cluj, 2007
- Antal, a láthatatlan, Pallas-Akadémia, Miercurea Ciuc, 2009
- Kálmánka, te vagy a császár. Válogatás a szerző Napsugárban megjelent meséiből, történeteiből; antologie alcătuită de Zsigmond Emese; Napsugár Alapítvány, Cluj, 2010
- Kérdések könyve; Pallas-Akadémia, Miercurea Ciuc, 2013
- Ha Simonnak Hatalma volna

## Traduceri
Tibor Bálint a realizat traduceri în limba maghiară din scrierile lui G.M. Zamfirescu, Eugen Barbu, I.L. Caragiale și Ion Minulescu.
- Eugen Barbu: Világteremtés (Facerea lumii)
- Eugen Barbu: A gödör (Groapa)
- scrieri ale lui Ion Luca Caragiale
- Ion Minulescu: Román nyelvből elégtelen (Corigent la limba română)

## Premii și distincții
- 1969 și 1979 – Premiul pentru proză al Uniunii Scriitorilor din România[6]
- 1978 – Premiul Criticii și Premiul Pezsgő
- 1992 – Premiul Tibor Déry[6]
- 1992 – Premiul Fundației Krúdy
- 1995 – Premiul creativ al Fundației Soros
- 1998 – Premiul Attila József
- 2002 – Premiul Sándor Márai
- 2015 – Premiul Patrimoniului Maghiar (postum)

### Decorații
- Ordinul național „Serviciul Credincios” în grad de Comandor (1 decembrie 2000) „pentru realizări artistice remarcabile și pentru promovarea culturii, de Ziua Națională a României”[7]

## Galerie foto
Fotografii realizate de László Kántor

## Legături externe
- Bálint Tibor írói vendégoldala az Adatbank.ro-n Arhivat în 19 august 2007, la Wayback Machine.
- Halálraítéltek olimpiája (Kortárs)
- Holland kakaó (Mozgó Világ)
- Zokogó majom – könyvismertető
- Bábel toronyháza – könyvismertető
- Köllő Katalin: A tehetség milliárdosa (nekrológ) Szabadság, 4 februarie 2002.
- „Magyaradás / In memoriam Bálint Tibor (cu materiale de arhivă din 1972, 1994 și 2012)”, Pódium, TVR, 14 februarie 2012, accesat în 14 iulie 2022